# Radikal 66

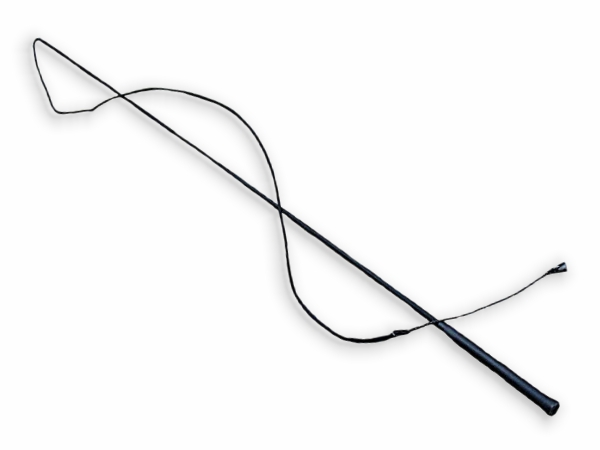
Eine Peitsche

Radikal 66 mit der Bedeutung „Peitsche“, „schlagen“ ist eines von 34 traditionellen Radikalen der chinesischen Schrift, das aus vier Strichen besteht.
Mit 46 Zeichenverbindungen in Mathews’ Chinese-English Dictionary nimmt es eine mittlere Häufigkeit ein.
Zu 攴 gibt es die Variante 攵. Einige andere Radikale sehen diesen Zeichen ähnlich.

## Schriftzeichenverbindungen, die vom Radikal 66 regiert werden
| Striche | Zeichen                        |
| ------- | ------------------------------ |
| +0      | 攴 攵                          |
| +02     | 收 攷                          |
| +03     | 攸 改 攺 攻 攼                 |
| +04     | 攽 放 敌                       |
| +05     | 政敀敁敂敃敄故                 |
| +06     | 敆敇效敉敊敋                   |
| +07     | 敍敎敏敐救敒敓敔敕敖敗敘教敚敛 |
| +08     | 敜敝敞敟敠敡敢散敤敥敦敧敨敩敪 |
| +09     | 敫敬敭敮敯数                   |
| +10     | 敱 敲 敳                       |
| +11     | 敵敶敷數敹敺敻                 |
| +12     | 整敼敽敾敿                     |
| +13     | 厳 斀 斁 斂                    |
| +14     | 斃                             |
| +15     | 斄                             |
| +16     | 斅 斆                          |

 Im Unicodeblock Kangxi-Radikale ist das Radikal 66 unter der Codepointnummer 12.097 (U+2F41) codiert.